# Fuck You (Lily Allen)
Fuck You is een nummer van de Britse zangeres Lily Allen. Het nummer is afkomstig van haar tweede album It's Not Me, It's You. Fuck You is pas het derde nummer van Lily Allen dat de Nederlandse Top 40 bereikt. De Nederlandse release van het nummer was in april 2009, als Europese tegenhanger van Not Fair, dat alleen een Britse release kreeg. Het nummer verscheen na de komst in de Tipparade vrij snel in de Nederlandse Top 40, waar Fuck You haar top beleefde op #3.
Dit nummer is gericht aan George Bush.

## Videoclip
De videoclip van "Fuck You" werd 18 juni uitgebracht. In de clip, dat zich in de eerste persoon afspeelt, haalt Allen verschillende trucjes uit door met haar vingers personen en objecten aan te passen. In de video is het woord fuck veranderd door geluidseffecten.

## Hitlijsten
Het nummer Fuck You behaalde alleen in Vlaanderen de toppositie. In landen als Nederland, Noorwegen en Finland bereikte het nummer de top 5 van de hitlijsten. Fuck You is voor Allen in veel landen haar grootste hit tot nu toe.

## Hitnoteringen

### Nederlandse Top 40
| Hitnotering: 18-04-2009 t/m 08-08-2009 | Hitnotering: 18-04-2009 t/m 08-08-2009 | Hitnotering: 18-04-2009 t/m 08-08-2009 | Hitnotering: 18-04-2009 t/m 08-08-2009 | Hitnotering: 18-04-2009 t/m 08-08-2009 | Hitnotering: 18-04-2009 t/m 08-08-2009 | Hitnotering: 18-04-2009 t/m 08-08-2009 | Hitnotering: 18-04-2009 t/m 08-08-2009 | Hitnotering: 18-04-2009 t/m 08-08-2009 | Hitnotering: 18-04-2009 t/m 08-08-2009 | Hitnotering: 18-04-2009 t/m 08-08-2009 | Hitnotering: 18-04-2009 t/m 08-08-2009 | Hitnotering: 18-04-2009 t/m 08-08-2009 | Hitnotering: 18-04-2009 t/m 08-08-2009 | Hitnotering: 18-04-2009 t/m 08-08-2009 | Hitnotering: 18-04-2009 t/m 08-08-2009 | Hitnotering: 18-04-2009 t/m 08-08-2009 | Hitnotering: 18-04-2009 t/m 08-08-2009 | Hitnotering: 18-04-2009 t/m 08-08-2009 |
| Week:                                  | 1                                      | 2                                      | 3                                      | 4                                      | 5                                      | 6                                      | 7                                      | 8                                      | 9                                      | 10                                     | 11                                     | 12                                     | 13                                     | 14                                     | 15                                     | 16                                     | 17                                     |                                        |
| -------------------------------------- | -------------------------------------- | -------------------------------------- | -------------------------------------- | -------------------------------------- | -------------------------------------- | -------------------------------------- | -------------------------------------- | -------------------------------------- | -------------------------------------- | -------------------------------------- | -------------------------------------- | -------------------------------------- | -------------------------------------- | -------------------------------------- | -------------------------------------- | -------------------------------------- | -------------------------------------- | -------------------------------------- |
| Positie:                               | 23                                     | 8                                      | 4                                      | 3                                      | 3                                      | 3                                      | 3                                      | 4                                      | 5                                      | 7                                      | 7                                      | 8                                      | 10                                     | 11                                     | 17                                     | 26                                     | 36                                     | uit                                    |

### NederlandseSingle Top 100
| Hitnotering: 04-04-2009 t/m 15-08-2009 | Hitnotering: 04-04-2009 t/m 15-08-2009 | Hitnotering: 04-04-2009 t/m 15-08-2009 | Hitnotering: 04-04-2009 t/m 15-08-2009 | Hitnotering: 04-04-2009 t/m 15-08-2009 | Hitnotering: 04-04-2009 t/m 15-08-2009 | Hitnotering: 04-04-2009 t/m 15-08-2009 | Hitnotering: 04-04-2009 t/m 15-08-2009 | Hitnotering: 04-04-2009 t/m 15-08-2009 | Hitnotering: 04-04-2009 t/m 15-08-2009 | Hitnotering: 04-04-2009 t/m 15-08-2009 | Hitnotering: 04-04-2009 t/m 15-08-2009 | Hitnotering: 04-04-2009 t/m 15-08-2009 | Hitnotering: 04-04-2009 t/m 15-08-2009 | Hitnotering: 04-04-2009 t/m 15-08-2009 | Hitnotering: 04-04-2009 t/m 15-08-2009 | Hitnotering: 04-04-2009 t/m 15-08-2009 | Hitnotering: 04-04-2009 t/m 15-08-2009 | Hitnotering: 04-04-2009 t/m 15-08-2009 | Hitnotering: 04-04-2009 t/m 15-08-2009 | Hitnotering: 04-04-2009 t/m 15-08-2009 | Hitnotering: 04-04-2009 t/m 15-08-2009 |
| Week:                                  | 1                                      | 2                                      | 3                                      | 4                                      | 5                                      | 6                                      | 7                                      | 8                                      | 9                                      | 10                                     | 11                                     | 12                                     | 13                                     | 14                                     | 15                                     | 16                                     | 17                                     | 18                                     | 19                                     | 20                                     |                                        |
| -------------------------------------- | -------------------------------------- | -------------------------------------- | -------------------------------------- | -------------------------------------- | -------------------------------------- | -------------------------------------- | -------------------------------------- | -------------------------------------- | -------------------------------------- | -------------------------------------- | -------------------------------------- | -------------------------------------- | -------------------------------------- | -------------------------------------- | -------------------------------------- | -------------------------------------- | -------------------------------------- | -------------------------------------- | -------------------------------------- | -------------------------------------- | -------------------------------------- |
| Positie:                               | 52                                     | 11                                     | 4                                      | 4                                      | 2                                      | 5                                      | 8                                      | 5                                      | 6                                      | 8                                      | 11                                     | 13                                     | 25                                     | 70                                     | 66                                     | 52                                     | 41                                     | 43                                     | 59                                     | 78                                     | uit                                    |

### VlaamseUltratop 50
| Hitnotering: (Week 1 t/m 17) 02-05-2009 t/m 22-08-2009 Hitnotering: (Week 18 t/m 20) 05-09-2009 t/m 19-09-2009 | Hitnotering: (Week 1 t/m 17) 02-05-2009 t/m 22-08-2009 Hitnotering: (Week 18 t/m 20) 05-09-2009 t/m 19-09-2009 | Hitnotering: (Week 1 t/m 17) 02-05-2009 t/m 22-08-2009 Hitnotering: (Week 18 t/m 20) 05-09-2009 t/m 19-09-2009 | Hitnotering: (Week 1 t/m 17) 02-05-2009 t/m 22-08-2009 Hitnotering: (Week 18 t/m 20) 05-09-2009 t/m 19-09-2009 | Hitnotering: (Week 1 t/m 17) 02-05-2009 t/m 22-08-2009 Hitnotering: (Week 18 t/m 20) 05-09-2009 t/m 19-09-2009 | Hitnotering: (Week 1 t/m 17) 02-05-2009 t/m 22-08-2009 Hitnotering: (Week 18 t/m 20) 05-09-2009 t/m 19-09-2009 | Hitnotering: (Week 1 t/m 17) 02-05-2009 t/m 22-08-2009 Hitnotering: (Week 18 t/m 20) 05-09-2009 t/m 19-09-2009 | Hitnotering: (Week 1 t/m 17) 02-05-2009 t/m 22-08-2009 Hitnotering: (Week 18 t/m 20) 05-09-2009 t/m 19-09-2009 | Hitnotering: (Week 1 t/m 17) 02-05-2009 t/m 22-08-2009 Hitnotering: (Week 18 t/m 20) 05-09-2009 t/m 19-09-2009 | Hitnotering: (Week 1 t/m 17) 02-05-2009 t/m 22-08-2009 Hitnotering: (Week 18 t/m 20) 05-09-2009 t/m 19-09-2009 | Hitnotering: (Week 1 t/m 17) 02-05-2009 t/m 22-08-2009 Hitnotering: (Week 18 t/m 20) 05-09-2009 t/m 19-09-2009 | Hitnotering: (Week 1 t/m 17) 02-05-2009 t/m 22-08-2009 Hitnotering: (Week 18 t/m 20) 05-09-2009 t/m 19-09-2009 | Hitnotering: (Week 1 t/m 17) 02-05-2009 t/m 22-08-2009 Hitnotering: (Week 18 t/m 20) 05-09-2009 t/m 19-09-2009 | Hitnotering: (Week 1 t/m 17) 02-05-2009 t/m 22-08-2009 Hitnotering: (Week 18 t/m 20) 05-09-2009 t/m 19-09-2009 | Hitnotering: (Week 1 t/m 17) 02-05-2009 t/m 22-08-2009 Hitnotering: (Week 18 t/m 20) 05-09-2009 t/m 19-09-2009 | Hitnotering: (Week 1 t/m 17) 02-05-2009 t/m 22-08-2009 Hitnotering: (Week 18 t/m 20) 05-09-2009 t/m 19-09-2009 | Hitnotering: (Week 1 t/m 17) 02-05-2009 t/m 22-08-2009 Hitnotering: (Week 18 t/m 20) 05-09-2009 t/m 19-09-2009 | Hitnotering: (Week 1 t/m 17) 02-05-2009 t/m 22-08-2009 Hitnotering: (Week 18 t/m 20) 05-09-2009 t/m 19-09-2009 | Hitnotering: (Week 1 t/m 17) 02-05-2009 t/m 22-08-2009 Hitnotering: (Week 18 t/m 20) 05-09-2009 t/m 19-09-2009 | Hitnotering: (Week 1 t/m 17) 02-05-2009 t/m 22-08-2009 Hitnotering: (Week 18 t/m 20) 05-09-2009 t/m 19-09-2009 | Hitnotering: (Week 1 t/m 17) 02-05-2009 t/m 22-08-2009 Hitnotering: (Week 18 t/m 20) 05-09-2009 t/m 19-09-2009 | Hitnotering: (Week 1 t/m 17) 02-05-2009 t/m 22-08-2009 Hitnotering: (Week 18 t/m 20) 05-09-2009 t/m 19-09-2009 | Hitnotering: (Week 1 t/m 17) 02-05-2009 t/m 22-08-2009 Hitnotering: (Week 18 t/m 20) 05-09-2009 t/m 19-09-2009 |
| Week: | 1 | 2 | 3 | 4 | 5 | 6 | 7 | 8 | 9 | 10 | 11 | 12 | 13 | 14 | 15 | 16 | 17 | | 18 | 19 | 20 | |
| --- | --- | --- | --- | --- | --- | --- | --- | --- | --- | --- | --- | --- | --- | --- | --- | --- | --- | --- | --- | --- | --- | --- |
| Positie: | 42 | 21 | 10 | 2 | 3 | 1 | 1 | 1 | 3 | 4 | 4 | 5 | 8 | 8 | 14 | 18 | 20 | uit | 43 | 42 | 44 | uit |

## Tracklist
Cd-single / download
1. "Fuck You" (original version) - 03:43

F.U.E.P. - ep
1. "Fuck You (Clean Radio Edit)"
2. "Fag Hag"
3. "Kabul Shit"
4. "Womanizer" (Britney Spears cover)

Cd maxi
1. "Fuck You" (Explicit Version) - 03:42
2. "Fuck You" (F*** You - Clean Version) - 03:40

Fuck You - ep
1. "Fuck You"
2. "Why"
3. "Evreyone's at It"
4. "Not Fair (Style of Eye Remix)
5. "The Count (aka Hervè) and Lily Face the Fear"
6. "Not Fair (Radio Edit)"
7. "Mr Blue Sky"
8. "The Fear"